# 金龍培
金龍培（キム・ヨンベ、朝鮮語: 김용배、1921年4月17日 - 1951年7月2日）は、大韓民国の軍人。

## 生涯
慶尚北道聞慶郡（現慶尚北道聞慶市）戸西南面に生まれ、1935年に日本の山口県山口農学校（現山口県立山口農業高等学校）に留学したが、学費が支払えずに途中帰国する。1938年6月に日本陸軍特別志願兵第1期生に合格し、同年12月、歩兵第76連隊に入隊。1945年再度応召して終戦まで関東軍で服務した。光復後、国防警備士官学校に第5期生として入学し、1948年4月卒業とともに陸軍参尉（少尉）に任官。1949年第8連隊作戦将校としてゲリラ討伐に従事し、その後第6師団第7連隊第1大隊長（少領）に転じた。
1950年6月25日、朝鮮戦争が開戦した際には第6師団第7連隊は春川の防御を担当しており、朝鮮人民軍第2軍団に対して善戦しつつ秩序立って後退した。遅滞戦闘中の同年7月、忠清北道陰城郡において第7連隊が朝鮮人民軍第15師団第48連隊を殲滅した同楽里の戦いは韓国軍にとっては長らく待ち望んできた大勝利であり、これに寄与した金龍培は中領に進級した。戦争が仁川上陸作戦を経て総追撃局面に移ると、第7連隊は第6師団の先鋒としてひたすら中朝国境に向けて突進した。10月25日に国境の街楚山を占領し、鴨緑江のほとりに太極旗を立てて李承晩大統領に献上する水を汲んだのはまさに金龍培の率いる第7連隊第1大隊である。
1951年6月12日、第7師団第5連隊長（大領）となった。なお、当時の第7師団長は漢字表記を除けば同名の金容培（キム・ヨンベ）大領だった。転任して間もない同年7月2日、江原道楊口郡北面トピョン里の高地において中国軍との戦闘を督戦中、砲撃を浴びて戦死。死後、太極武功勲章を追贈され、陸軍准将に進級した。墓所は国立ソウル顕忠院にある。

## 参考資料
- 국가보훈처 (2014-06-30), 7월의 6.25전쟁영웅 김용배 준장 2020年10月19日閲覧。
- 이재범 (1997), “김용배(金龍培)”, 한국민족문화대백과사전, 한국학중앙연구원 2020年10月19日閲覧。
- 장창국 (1983-01-29), “(3623)-제79화 육사졸업생들-5기생과 『6·25』”, 중앙일보 2020年10月19日閲覧。
- 정병섭 (2011), “김용배(金龍培)”, 한국역대인물 종합정보시스템, 한국학중앙연구원 2020年10月19日閲覧。
- 정안기 (2018). “한국전쟁기 육군특별지원병의 군사적 역량”. 군사연구 (육군군사연구소) 146:  171-206.